# Simonič
Simonič je 123. najbolj pogost priimek v Sloveniji, ki ga je po podatkih Statističnega urada Republike Slovenije na dan 31. decembra 2007 uporabljalo 1.189 oseb, na dan 1. januarja 2011 pa 1.184 oseb ter je med vsemi priimki po pogostosti uporabe zavzel 125. mesto.
- Aleksander Simonič (*1961), matematik
- Aljaž Simonič - Ali, alpinist
- Anton Simonič (1931—2001), gozdar, strokovnjak za gospodarjenje z divjadjo
- Barbara Simonič (*1975), zakonska in družinska terapevtka
- Franc Simonič (1803—1866), duhovnik, rodoljub
- Franc Simonič (1847—1919), bibliotekar in bibliograf
- Franc Simonič (*1942), slikar
- France Simonič (1916—2000), politik, ustavni sodnik
- Ivan Simonič (1905—1979), geograf in zgodovinar, domoznanec, etnograf
- Ivan Simonič, vinar, pridelovalec penin
- Janko Simonič (1923—2006), fotograf (Ptuj)
- Jožica Simonič Kunej (1946-2012), zobozdravnica
- Ludvik Simonič (*1926), gospodarstvenik in inovator
- Marija Simonič (*1928), kiparka
- Marjana Simonič (*1967), kemijska tehologinja
- Maša Simonič, karateistka
- Mojca Simonič (*1972), igralka
- Monika Simonič Roškar, etnologinja
- Patricija Simonič (*1979), slikarka in kiparka (poročena z Giannijem Rijavcem)
- Peter Simonič (*1969), etnolog, kulturni antropolog
- Primož Simonič (1893—1975), agronom, strokovnjak za poljedelstvo
- Robert Simonič (*1966), filozof, publicist, pesnik, prevajalec
- Robert Simonič (*1975), častnik SV
- Simon Simonič (1903—1990), mizar, lesarski strokovnjak
- Štefan Simonič (1938—1978), grafik, slikar
- Tanja Simonič Korošak, krajinska arhitektka
- Žarko Simonič (1919—?), bančnik
- Manja Simonič (*1988), prevajalka